# 3104 Dürer
3104 Dürer este un asteroid din centura principală, descoperit pe 24 ianuarie 1982, de Edward Bowell.